# Massengräber in Laško
Auf dem Gebiet der Gemeinde Laško in Slowenien wurden bisher (Stand 1/2024) insgesamt
sieben Massengräber und zwei nicht gekennzeichnete Gräber aus der Zeit um den Zweiten Weltkrieg gefunden.

## Laško
In der Stadt Laško wurden zwei Massengräber gefunden.
- Das Massengrab an der Trauerhalle (slowenisch: Grobišče pri pokopališki vežici) befindet sich westlich der Laško-Brauerei, außerhalb der Ostmauer des städtischen Friedhofs. Das Grab enthält die Überreste kroatischer Kriegsgefangener, die nach dem Krieg ermordet wurden.[1]

- Das Massengrab auf dem Friedhof (Grobišče na pokopališču) befindet sich in einem nicht gekennzeichneten Teil des städtischen Friedhofs. Das Grab enthält die Überreste kroatischer Opfer, die bei Ausgrabungen entdeckt und umgebettet wurden.[2]

## Huda Jama

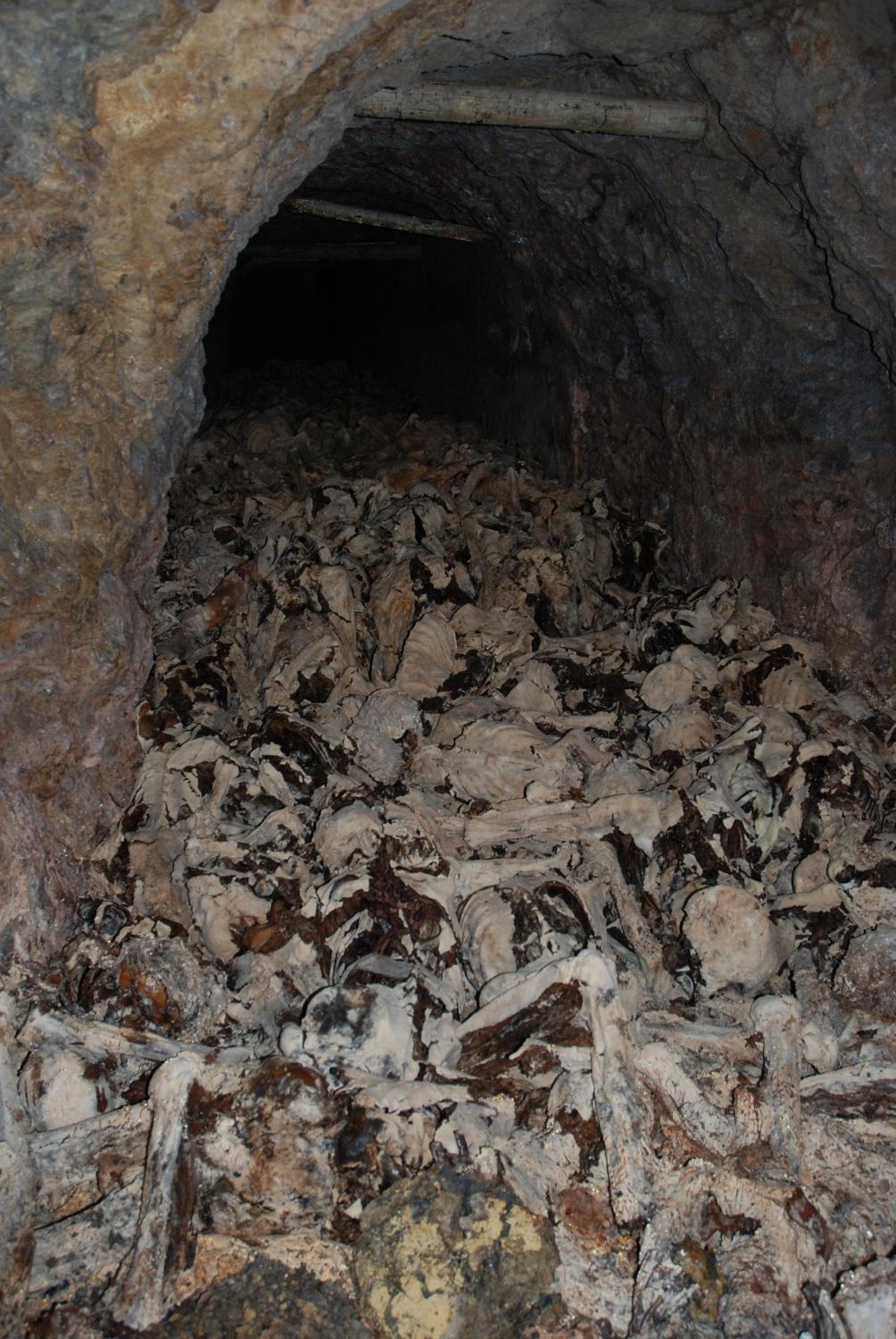
Menschliche Überreste im Barbara-Stollen

In Huda Jama befindet sich eines der größten Massengräber Sloweniens aus der Zeit kurz nach dem Zweiten Weltkrieg.
- Das Huda Jama-Massengrab (Grobišče Huda jama), auch bekannt unter den Namen Massengrab im Barbara-Stollen (Grobišče Barbara rov) und Massengrab im aufgegebenen St. Barbara-Stollen (Grobišče v opuščenem rudniškem jašku Sv. Barbara) enthält die sterblichen Überreste tausender Opfer. In den Jahren 2009 und 2016 wurden über 1400 Opfer exhumiert und auf dem Dobrava-Friedhof in Tezno (Stadtgemeinde Maribor) begraben.[3]

## Lahomno
In Lahomno wurden vier nicht gekennzeichnete Gräber vom Ende des Zweiten Weltkriegs gefunden.
Die Gräber Lahomščica 1 und 2 (Grobišče ob Lahomščici 1, 2) liegen beide am Bach Lahomščica und enthalten jeweils die Überreste einer Person, wahrscheinlich eines Kroaten, die in der ersten Maihälfte 1945 beigesetzt wurde.
- Das Grab Lahomščica 1 befindet sich am ersten Baum rechts von der Brücke auf dem Weg nach Marija Gradec.[4]

- Das Grab Lahomščica 2 befindet sich gegenüber dem Bauernhof Lešnik und 70 Meter vor der Nebenstraße nach Harje.[5]

- Das Massengrab Lahomščica 3 (Grobišče ob Lahomščici 3) liegt am linken Ufer des Baches Reka, einem Nebenfluss der Lahomščica. Es enthielt die Überreste von sieben Ustaša-Soldaten, die 1990 exhumiert wurden.[6]

- Das Massengrab Lahomno Nr. 62 (Grobišče pri hiši Lahomno 62) liegt an der Straße beim Bauernhof Lahomno Nr. 62, an einer Hainbuchenhecke. Es enthält die Überreste von drei Personen.[7]

## Olešče
In Olešče wurde ein Massengrab vom Ende des Zweiten Weltkriegs gefunden.
- Das Massengrab von Olešče (Grobišče Olešče) liegt etwa 300 Meter nördlich des Nachbardorfes Reka. Es enthält die Überreste von etwa 14 Ustaša-Soldaten, die im Mai 1945 erschossen wurden.[8]

## Reka
In Reka wurde ein Massengrab vom Ende des Zweiten Weltkriegs gefunden.
- Das Massengrab Reka Nr. 20 (Grobišče pri domačiji Reka 20) liegt südwestlich des Dorfzentrums, an einem steilen Hang etwa 50 Meter (160 ft) südwestlich des Bauernhofs Reka Nr. 20. Es enthält die Überreste von 14 kroatischen Zivilisten, die im Mai 1945 von einer Partisaneneinheit erschossen und im Obstgarten unterhalb des Bauernhofs begraben wurden.[9]